# Lasioglossum uelleburgense
Lasioglossum uelleburgense là một loài Hymenoptera trong họ Halictidae. Loài này được Strand mô tả khoa học năm 1912.